# 신사초등학교
신사초등학교는 대한민국 충청남도 천안시 동남구에 있는 공립 초등학교이다.

## 학교 연혁
- 1947년 2월 22일: 설립인가
- 1949년 10월 21일: 개교
- 1981년 3월 10일: 병설유치원 개원
- 1996년 3월 1일: 신사초등학교로 개명
- 2017년 2월 10일: 제66회 졸업
- 2017년 3월 2일: 6학급 편성, 병설유치원 1학급

## 참고 자료
- 신사초등학교 - 한국교육학술정보원 학교알리미